# Pontinha das Formigas
A Pontinha das Formigas é um promontório português localizado na freguesia de São Caetano, concelho da Madalena do Pico, ilha do Pico, arquipélago dos Açores.
Esta formação geológica localiza-se próxima ao Porto da Praínha do Galeão ao promontório da Ponta Alta e a zona balnear da Prainha do Galeão. Encontra-se coberto pelo Farol da Ponta de São Mateus, que também é popularmente conhecido como Farol da Ponta da Faca ou Farol da Ponta da Laje do Cavalo e se localiza na formação geológica da Ponta da Faca.